# Dorothy Cheney
Dorothy »Dodo« May Sutton Bundy Cheney, ameriška tenisačica, * 1. september 1916, Los Angeles, ZDA, † 23. november 2014, Escondido, Kalifornija, ZDA.
Dorothy Cheney je največji uspeh kariere dosegla leta 1938, ko je osvojila turnir za Prvenstvo Avstralije v posamični konkurenci, v finalu je premagala Dorothy Stevenson. Na ostalih turnirjih za Amatersko prvenstvo Francije leta 1946, Prvenstvo Anglije leta 1946 ter Nacionalno prvenstvo ZDA v letih 1937, 1938, 1943 in 1944 se je najdlje uvrstila v polfinale. V konkurenci ženskih dvojic se je dvakrat uvrstila v finale turnirja za Nacionalno prvenstvo ZDA in enkrat Prvenstvo Avstralije, v konkurenci mešanih dvojic pa se je dvakrat uvrstila v finale turnirja za Nacionalno prvenstvo ZDA ter po enkrat Amatersko prvenstvo Francije in Prvenstvo Anglije. Leta 2004 je bila sprejeta v Mednarodni teniški hram slavnih. Njena starša sta bila tenisača May Sutton in Tom Bundy.

## Finali Grand Slamov

### Posamično (1)

#### Zmage (1)
| Leto | Turnir               | Nasprotnica v finalu | Rezultat finala |
| 1938 | Prvenstvo Avstralije | Dorothy Stevenson    | 6–3, 6–2        |